# Schmölz (Kupferberg)
Schmölz (früher auch Alte Schmölz genannt) ist ein Gemeindeteil der Stadt Kupferberg im Landkreis Kulmbach (Oberfranken, Bayern). Schmölz liegt in der Gemarkung Kupferberg.

## Geografie
Der Weiler liegt am Zusammenfluss des Kleinen und Großen Koserbachs zur Koser. Eine Gemeindeverbindungsstraße führt nach Dörnhof (1,4 km westlich). Sie wird in anderer Richtung als Wirtschaftsweg fortgeführt und verläuft an Einöde vorbei nach Cottenau zur Kreisstraße KU 1 (1 km südöstlich).

## Geschichte
Bei Schmölz gab es eine Turmhügelburg.
Gegen Ende des 18. Jahrhunderts bestand Schmölz aus zwei Anwesen. Das Hochgericht übte das bambergische Centamt Marktschorgast aus. Grundherr der beiden Häuser war das Kastenamt Stadtsteinach. Es gab dort eine Schmelzhütte für Kupfererz.
Mit dem Gemeindeedikt wurde Schmölz dem 1812 gebildeten Steuerdistrikt Marienweiher und der im selben Jahr gebildeten Gemeinde Marienweiher zugewiesen. 1964 wurde Schmölz in die Gemeinde Kupferberg eingegliedert.

### Einwohnerentwicklung
| Jahr      | 001818 | 001819 | 001861 | 001871 | 001885 | 001900 | 001925 | 001950 | 001961 | 001970 | 001987 |
| Einwohner |        | 12     | 25     | 19     | 22     | 13     | 9      | 13     | 16     | 9      | 11     |
| Häuser    | 1      |        |        |        | 3      | 3      | 1      | 2      | 3      |        | 3      |
| Quelle    | [ 9 ]  | [ 8 ]  | [ 13 ] | [ 14 ] | [ 15 ] | [ 16 ] | [ 17 ] | [ 18 ] | [ 19 ] | [ 20 ] | [ 1 ]  |

## Religion
Schmölz ist katholisch geprägt und nach St. Veit (Kupferberg) gepfarrt. Im 19. Jahrhundert waren die Katholiken nach Mariä Heimsuchung in Marienweiher gepfarrt.